# Міжнародний конкурс молодих вокалістів імені Василя Сліпака

Всеукраїнський конкурс молодих вокалістів імені Василя Сліпака

Міжнародний ко́нкурс молоди́х вокалі́стів і́мені Василя́ Сліпака́ — конкурс на честь Василя Сліпака, всесвітньо відомого українського оперного співака, соліста Паризької національної опери, волонтера, учасника бойових дій на Сході України, кавалера ордена «За мужність» І ст., Героя України, кавалера ордена «Золота Зірка». Проводиться у місті Львові. Перший відбувся у 2017 році з 15 до 20 грудня у Львівській обласній філармонії. Чотири номінації (сопрано, мецо-сопрано, тенор, баритон/бас) у двох вікових категоріях: І категорія — студенти навчальних закладів І і II рівнів акредитації (спеціальність — академічний спів) до 22 років включно, два тури, а також II категорія — студенти навчальних закладів III і IV рівнів акредитації (спеціальність — академічний спів) до 30 років включно, три тури. Програма конкурсу визначена Положенням про конкурс. Президент України Володимир Зеленський підписав розпорядження про підтримку конкурсу.

## Історія
Ідея проведення конкурсу належить Володимирові Сивохіпу, генеральному директорові Львівської філармонії, який 8 грудня 2016 року на прес-конференції анонсував можливість проведення у 2017 році у Львові конкурсу молодих вокалістів імені Василя Сліпака.
Департамент з питань культури, національностей та релігій Львівської обласної державної адміністрації інформував Міністерство культури України (лист від 20 січня 2017 року № 05/89) про проведення конкурсу. Структурним підрозділам у сфері культури обласних та Київської міської державних адміністрацій надіслано листа Міністерства культури України (від 03.02.2017 р. № 92/7-1/15-17), яким інформовано про проведення у Львові Всеукраїнського конкурсу молодих вокалістів імені Василя Сліпака.
27 березня 2017 року Департамент з питань культури, національностей та релігій облдержадміністрації оголосив 12 конкурсів за різними напрямками для отримання фінансової підтримки з обласного бюджету. Фінансовий ресурс на реалізацію проєкту передбачений у напрямку комплексної програми розвитку культури Львівщини на 2017—2020 роки «Підтримка мистецьких ініціатив».
Детальну інформацію про захід, а також умови участі у ньому опубліковано 30 травня 2017 року на офіційному вебсайті Міністерства культури України у рубриці «Музичне та хореографічне мистецтво» («Міністерство» — «Діяльність» — «Мистецтво»).
На сесії Львівської обласної ради 5 грудня 2017 року депутати затвердили комплексну програму розвитку культури Львівщини на 2018—2020 роки, якою передбачено проведення низки конкурсів, серед яких і Всеукраїнський конкурс молодих вокалістів імені Василя Сліпака.
У фоє Львівської філармонії 15 грудня 2017 року відбулася прес-конференція з нагоди початку конкурсу, у якій брали участь: Володимир Сивохіп — генеральний директор Львівської обласної філармонії, Валерій Буймистер — професор Національної музичної академії України ім. П. І. Чайковського, член журі, Софія Соловій — солістка Мадридської, Римської та Віденської опер, член журі, Мирослава Туркало — директор департаменту з питань культури, національностей та релігій Львівської обласної державної адміністрації, Олег Созанський — виконавчий директор конкурсу.
Конкурс проводиться 15 — 20 грудня раз у два роки у Львові. Перший відбувся у 2017 році.
Ректор Національної музичної академії України імені П.І.Чайковського Максим Тимошенко 29 жовтня 2019 року звернувся до Президента України В.О.Зеленського з листом-проханням про підтримку в організації Конкурсу. Президент 19 листопада 2019 року підписав розпорядження «Про надання підтримки Президента України Конкурсу молодих вокалістів імені Василя Сліпака» № 410/2019-рп. Максим Тимошенко отримав листа від Ореста Сліпака, виконавчого директора Фундації Василя Сліпака (The Wassyl Slipak Foundation), в якому висловлено подяку за підтримку діяльності з увіковічнення пам’яті видатного співака Героя України Василя Сліпака.

## Мета конкурсу
- збереження традицій національної вокально-виконавської школи та її інтеграція у світовий культурний простір;
- виховання виконавської культури студентів музичних факультетів та відділень навчальних закладів;
- популяризація та впровадження в активну навчально-виконавську практику вокальних творів західноукраїнських композиторів.

## Співорганізатори
Головний засновник:  Департамент з питань культури, національностей та релігій Львівської обласної державної адміністрації.
Співзасновник та організатор:  Львівська обласна філармонія.
За підтримки:  Львівської обласної державної адміністрації, Львівської обласної ради, Почесного консульства Французької Республіки у Львові, «British Club» Львів.
Партнери: Фундація Василя Сліпака, Державний методичний центр навчальних закладів культури і мистецтв України, Львівське державне музичне училище ім. С. Людкевича, Львівська середня спеціалізована музична школа-інтернат ім. С.Крушельницької, Львівська державна хорова школа «Дударик» ім. М.Кацала.
У 2023 р. партнерами Конкурсу є також кафедра музикознавства та хорового мистецтва факультету культури і мистецтв Львівського національного університету імені Івана Франка. Цьогорічна едиція Конкурсу має особливу підтримку у вигляді партнерства з офіційним представником французького бренду DS Automobiles у Львові компанією ТзОВ "Ілта Львів".
Меценати:
Українська капела бандуристів Північної Америки ім. Тараса Шевченка, Український культурно-інформаційний центр у Франції, студія краси LvivHair.

## Журі
| Рік  | Голова журі                                | Члени журі |
| ---- | ------------------------------------------ | --- |
| 2017 | Сергій Магера, Ольга Пасічник — співголови | Валерій Буймистер, Софія Соловій, Олег Махлай (США), Тарас Криса (Україна—США)                                                                                     |
| 2019 | Ольга Пасічник                             | Поль Ґоґлєр (Франція), Олег Лихач, Дмитро Кацал, Аксель Кресін (Німеччина), Тетяна Вахновська                                                                      |
| 2021 | Зоряна Кушплер                             | Поль Ґоґлєр (Франція), Беата Клатка (Польща), Олександр Пушняк (Україна — Німеччина), Славомір Якубек (Словаччина), Софія Соловій (Україна), Едріан Келлі (Англія) |
| 2023 | Зоряна Кушплер                             | Софія Соловій (Україна), Аксель Кресін (Німеччина), Іван Чередніченко (Україна), Тарас Конощенко (Україна — Німеччина)                                             |

## Переможці
У положенні про конкурс визначено такі нагороди: одне Гран-прі, по одному І місцю в кожній категорії, по два II місця в кожній категорії, по два III місця в кожній категорії, по два Дипломанти в кожній категорії, Дипломи для кращих концертмейстерів конкурсу (3-5), Дипломи для кращих педагогів (3-5).
| Рік  | Гран-прі                   |
| 2017 | Не присуджували.           |
| 2019 | Інна Федорій (сопрано)     |
| 2021 | Не присуджували.           |
| 2023 | Володимир Щигіль (баритон) |

### Перша категорія
| Рік  | І премія                   | II премія                                              | III премія                                                                       | Дипломант                                                                                                 |
| 2017 | Кошелєва Софія (сопрано)   | Не присуджувалася                                      | Ільченко Тетяна (сопрано), Зінкевич Марина (сопрано), Кривський Даниїл (баритон) | Соколовський Володимир (баритон)                                                                          |
| 2019 | Даніель Семсічко (баритон) | Теона Тодуа (сопрано), Анатолій-Артем Конопляник (бас) | Анжеліка Бондарчук (сопрано), Ольга Мельничук (сопрано)                          | Анастасія Саварина (сопрано), Захарій Палій (бас), Дарія Акулова (сопрано), Ангеліна Трушевська (сопрано) |
| 2021 | Дарія Колісан (сопрано)    | Володимир Щур (баритон/бас)                            | Юрій Страхов (баритон/бас)                                                       | Даніель Семсічко (баритон/бас), Іван Ковальов (баритон/бас)                                               |
| 2023 | Любов Островська (сопрано) | Максим Савчук (бас)                                    | Ольга Мельничук-де Йонг (сопрано)                                                | Дарʼя Погоріла (сопрано), Володимир Гіра (баритон)                                                        |

### Друга категорія
| Рік  | І премія                    | II премія                                                 | III премія                                                                       | Дипломант                                                                     |
| 2017 | Твердова Ганна (сопрано)    | Мельник Вікторія (сопрано), Матушевський Дем'ян (баритон) | Левицька Катерина (сопрано), Тлущ Владислав (баритон), Гуга Орися (мецо-сопрано) | Лопата Оксана (сопрано), Янковський Віктор (баритон)                          |
| 2019 | Максим Назаренко (баритон)  | Георгій Вешапідзе (баритон), Роман Перевертун (баритон)   | Ірина Ващенко (сопрано), Пйотр Каліна (тенор) (Польща)                           | Мар’яна Березяк (мецо-сопрано), Лю Тао (тенор) (Китай)                        |
| 2021 | Теона Тодуа (сопрано)       | Юстина Хіль (сопрано), Михайло Кушлик (тенор)             | Олександра Дяченко (меццо-сопрано)                                               | Назар Микуляк (баритон/бас), Роман Маркович (баритон/бас)                     |
| 2023 | Олександр Нікіфоров (тенор) | Олена Скіцько (мецо-сопрано), Олександр Чишій (баритон)   | Олексій Піголенко (бас), Вероніка Мостова (сопрано)                              | Михайло Сас (баритон), Ірина Поломана (сопрано), Ярослав Комарніцький (тенор) |

### Спеціальні нагороди
| 2017 | Мельник Вікторія (сопрано) — диплом за найкраще виконання арії з опери українського композитора | Тлущ Владислав (баритон) — диплом за яскравий сценічний образ | Кошелєва Софія (сопрано) — диплом за самобутність виконання українського солоспіву | Кривський Даниїл (баритон) — диплом за яскраву презентацію української народної пісні |